# Brug 506
Brug 506 is een kunstwerk in het Amsterdamse Bos in de gemeente Amsterdam. Het Amsterdamse Bos ligt voor een deel in de gemeente Amstelveen, terwijl de gemeente Amsterdam het beheer voert.
Het is een houten brug in het Boeierspad even ten noorden van de Koenensluis. De brug vormt vanaf 1937 de verbinding tussen het Nieuwe Meer en een kronkelige waterweg in het noorden van genoemd stadsbos. De versie uit 1937 werd ontworpen door Piet Kramer, architect bij de Dienst der Publieke Werken. Kramer ontwierp voor het bos diverse soorten bruggen, van hout, van beton en een enkele ophaalbrug en hefbrug. Brug 506 was een houten brug, waarbij hij net als bij andere houten bruggen in het bos een uniek exemplaar schiep en teruggreep op zijn “oude” vak als timmerman. Kramers signatuur is terug te vinden in het gegalvaniseerd ijzeren kapje dat op de hoofdbalusters te zien is. Ook de afwerking van de overige balusters en de borstweringen bestaande uit een enkele houten balk verrieden Kramers hand. De brug kende twee nieveaus, een voor het voetpad, een lagere voor het fietspad. Deze brug werd samen met vijf andere bruggen, allemaal anders van vorm, aangelegd: brug 508, brug 528, brug 533, brug 534 en brug 535. Brug 506 werd met twaalf hardhouten heipalen gebouwd door de Nederlandse Heide Maatschappij in het kader van de werkverschaffing.
In 1959 werd het brugdek vernieuwd en ook in 1979 vond er renovatie plaats, waarbij de brug enkele betonnen onderdelen kreeg. Rond 1995 werd de kronkelige sloot vervangen door een moerasachtig gebied, een rustplaats voor watervogels (Wetlands). In 1999 werden alle bruggen door MTD Landschapsarchitecten in opdracht van de gemeente onderzocht op hun cultureel belang. Zij constateerden voor brug 506 dat het voor het bos en omstreken een waardevolle brug was. Ze voerden aan:
- ze behoort tot de houten bruggen uit het Kramer-oeuvre
- eenheid in houten dek en leuningen
- karakteristieke houtverbindingen
- een punt dat zowel positief als negatief werd bevonden was de bruine kleur; ze ging door die kleur bijna geheel op in haar omgeving, anderzijds verdwenen daardoor architectonische kenmerken.

In 2008 werd de gehele brug door Dura Vermeer gerestaureerd, opnieuw in haar bruine kleur. Het niveauverschil tussen voet- en fietspad, nog te zien op het land, verdween. De status van gemeentelijk monument kreeg ze in tegenstelling tot andere Kramerbruggen niet, vermoedelijk door alle aangebrachte wijzigingen.

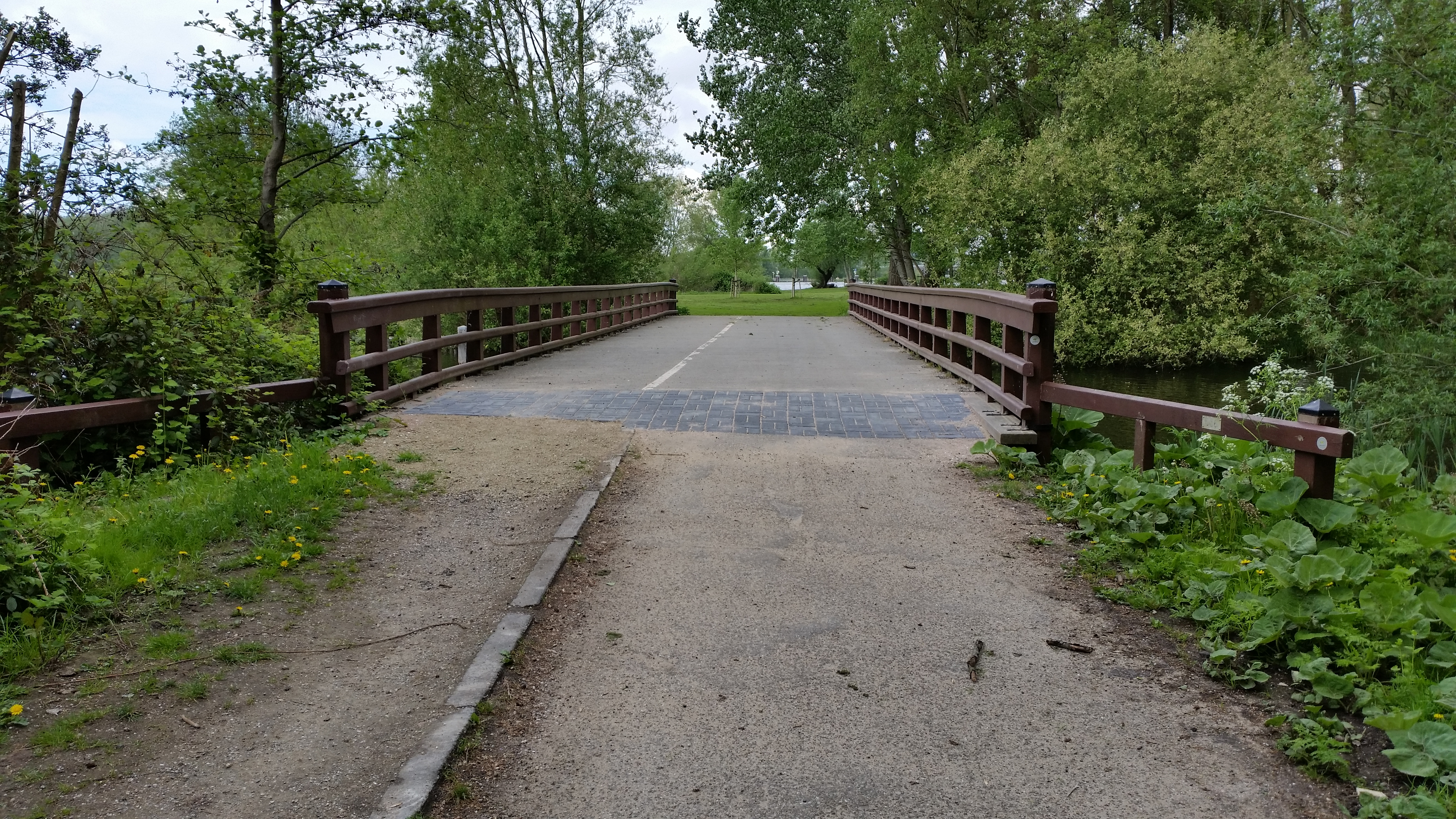
Overzicht over brug 506 (april 2019)

<<< · 500 · 501 ·  503 · 504 · 505 · 506 · 507 · 508 · 509 · 510 · 511 · 512 · 513 · 514 · 515 · 516 · 517 · 518 · 519 · 520 · 521 · 522 · 523 · 525 · 526 · 527 · 528 · 530 · 531 · 532 · 533 · 534 · 535 · 536 · 537 · 538 · 539 · 540 · 541 · 542 · 543 · 544 · 545 · 546 · 547 · 548 · 549 · 550 · 551 · 552 · 553 · 554 · 555 · 556 · 557 · 558 · 559 · 560 · 561 · 562 · 563 · 564 · 565 · 566 · 567 · 569 · 571 · 572 · 573 · 575 · 577 · 578 · 580 · 581 · 582 · 583 · 584 · 586 · 587 · 589 · 590 · 591 · 592 · 593 · 594 · >>>
Brugnummers 502, 524, 529, 568, 570, 574, 576, 579, 585, 588, 595, 596, 597, 598, 599 zijn niet (meer) vergeven.